# Zombina and the Skeletones
Zombina and the Skeletones (kurz ZATS) sind eine 1998 zunächst unter dem Namen The Deformed gegründete britische Horrorpunk-Band aus Liverpool. Genretypisch enthält ihre Musik Elemente aus Rockabilly, Doo-Wop-Gesang sowie Surf Rock.

## Bandgeschichte
Sängerin Zombina und Gitarrist und Songwriter Doc Horror begegneten sich erstmals 1998. Nachdem sie festgestellt hatten, dass sie ähnliche musikalische sowie cineastische Präferenzen hatten, begannen sie, eigene Lieder zu schreiben. Dies führte 1999 zur Veröffentlichung ihres ersten Demos No Sleep ’Til Transylvania, damals noch unter dem Bandnamen The Deformed.
Dieses Demo enthielt bereits Lieder wie The Grave… And Beyond!, Braindead und Leave My Brain Alone, die musikalisch sowie inhaltlich an frühe Werke der Misfits und The Cramps erinnern und später zu beliebten Zombina and the Skeletones-Liedern wurden.
Bei ihrem ersten Auftritt 1999 ließ Doc Horror das Publikum darüber entscheiden, ob die Band weiterhin The Deformed heißen oder unter dem Namen Zombina and the Skeletones fortfahren sollte. Das Publikum entschied sich bei dieser Abstimmung für den Namen Zombina and the Skeletones, den die Band seither trägt. Im Jahre 2002 folgte die Veröffentlichung ihres Debütalbums Taste the Blood of Zombina & The Skeletones.

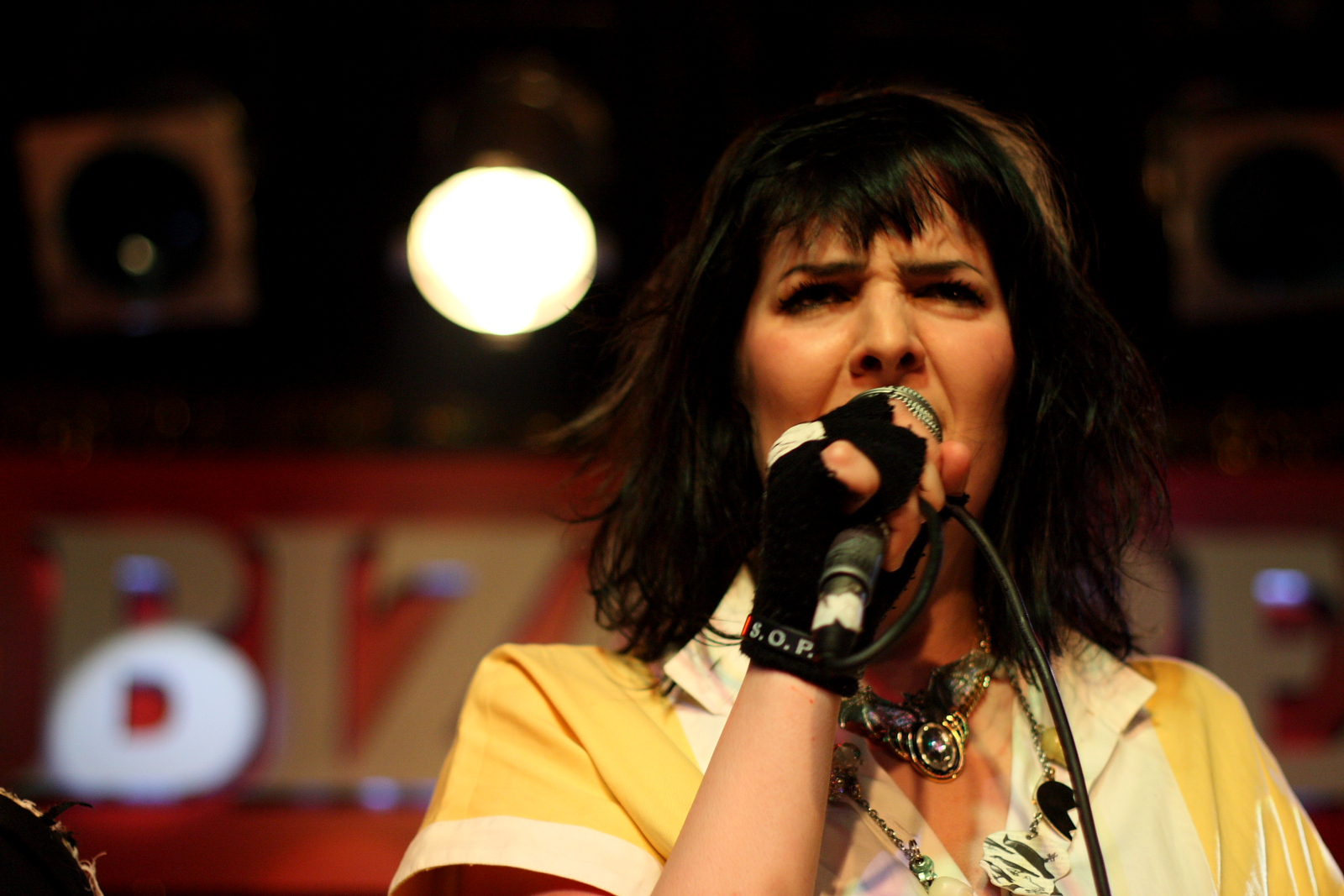
Sängerin Zombina (Live, 2009)

2003 begründete die Band eine Rock-’n’-Roll-Clubnacht mit dem Namen „Useless“ in Liverpool, auf der die Band jede Woche auftrat. Später wurde die Veranstaltungsreihe in „Zombie Hop“ umbenannt und fand im Heaven and Hell Club in Liverpool statt. Wenig später wurde die Clubnacht eingestellt.
Die Single I Was a Human Bomb for the F.B.I. erschien 2004 limitiert als 7″-Vinyl, zwei weitere limitierte 7″ folgten. Es folgten Auftritte mit The Damned, den Misfits, The Meteors, Wednesday 13 und Jayne County in Großbritannien sowie eine kurze Deutschland-Tour. Weiterhin spielte die Band eine „Unsigned Band“-Session für BBC Radio 2 ein.
Ende 2006 erschien schließlich Death Valley High. Dieses Konzeptalbum erzählt die Geschichte der imaginären Schülerin Janie Spencer und deren Erlebnisse auf der Death Valley High. Im gleichen Jahr spielte die Band als Headliner auf dem Lumous Gothic Festival in Finnland. 2007 waren sie einer der Headliner des Wave-Gotik-Treffens in Leipzig. Außerdem erschien 2006 der Troma-Entertainment-Film Poultrygeist: Night of the Chicken Dead, zu dessen Soundtrack Zombina and the Skeletones das Lied Red Planet von ihrem Debütalbum beisteuerten.
2008 unterzeichnete die Band einen Plattenvertrag beim deutschen Label Fiend Force Records, bei dem an Halloween desselben Jahres das Album Out of the Crypt and into Your Heart erschien, das bereits 2007 aufgenommen wurde. Unter Ectoplastic Records erschien 2014 das Nachfolgealbum Charnel House Rock. Im gleichen Jahr veröffentlichte die Gruppe Love is Strange, eine Single, unter Mitwirkung von Argyle Goolsby, dem früheren Sänger und Bassisten von Blitzkid.

## Diskografie

### Alben
- 2002: Taste the Blood of Zombina and the Skeletones
- 2006: Death Valley High
- 2006: Monsters On 45
- 2008: Out of the Crypt and into Your Heart
- 2014: Charnel House Rock
- 2024: The Call of Zombina

### EPs und Singles
- 2000: Love Bites
- 2001: Silver Bullet
- 2002: Frankenlady
- 2003: Halloween Hollerin’!
- 2004: Promo-EP
- 2006: 3 Songs vs. Your Brain
- 2006: Chainsaw For Christmas (Download)
- 2007: Halloween Party Classics (Download)
- 2007: Dracula Blood
- 2011: Teenage Caveman Beat Gargantua/Futurelife
- 2012: That Doll Just Tried to Kill Me
- 2014: Love is Strange (mit Argyle Goolsby)
- 2015: In Sinistereo (Part One)
- 2015: In Sinistereo (Part Two)
- 2016: In Sinistereo (Part Three)
- 2017: In Sinistereo (Part Four)

### 7"-EP-Trilogie
- 2004: I Was a Human Bomb for the F.B.I.
- 2005: Mondo Zombina!
- 2005: Staci Stasis